# Clayton Parros
Clayton Parros (* 11. Dezember 1990 in Los Angeles, Kalifornien) ist ein ehemaliger US-amerikanischer Leichtathlet, der sich auf den Sprint spezialisiert hat. Seinen größten Erfolg feierte er mit dem Gewinn der Goldmedaille in der 4-mal-400-Meter-Staffel bei den Hallenweltmeisterschaften 2014 in Sopot.

## Sportliche Laufbahn
Clayton Parros wuchs in Bloomfield, New Jersey, auf und absolvierte ein Studium an der University of North Carolina at Chapel Hill. Erste internationale Erfahrungen sammelte er im Jahr 2009, als er bei den Panamerikanischen Juniorenmeisterschaften in Port-of-Spain mit der US-amerikanischen 4-mal-400-Meter-Staffel in 3:03,25 min die Goldmedaille gewann. 2014 kam er bei den Hallenweltmeisterschaften in Sopot im Vorlauf der 4-mal-400-Meter-Staffel zum Einsatz und trug damit zum Gewinn der Goldmedaille durch die US-Mannschaft bei. Im selben Jahr verhalf er der Staffel bei den IAAF World Relays in Nassau ebenfalls zum Finaleinzug. Im Jahr darauf siegte er mit der Staffel in 3:00,07 min gemeinsam mit Calvin Smith, Marcus Chambers und James Harris bei den NACAC-Meisterschaften in San José. 2016 bestritt er seine letzte Wettkampfsaison und beendete im selben Jahr im Alter von 25 Jahren seine aktive sportliche Karriere.

## Persönliche Bestzeiten
- 200 Meter: 20,66 s (0,0 m/s), 4. April 2014 in Gainesville
  - 200 Meter (Halle): 20,85 s, 7. Februar 2015 in College Station
- 400 Meter: 45,25 s, 26. Juni 2015 in Eugene
  - 400 Meter (Halle): 45,75 s, 7. Februar 2015 in College Station